# Australian National Boxing Federation
Die Australian National Boxing Federation (ANBF) ist der australische Boxsportverband der Profis und veranstaltet somit die australischen/ozeanischen Meisterschaften in diesem Bereich.
Der Verband wurde im Jahre 1965 als Australian Boxing Federation gegründet. Erst in den 1980er Jahren wurde er in Australian National Boxing Federation umbenannt.
Die ANBF hat aktuell insgesamt vier Mitgliedsverbände. Diese befinden sich in Queensland, New South Wales, Victoria und South Australia.